# Portland Community College
El Portland Community College (PCC, "Colegio Comuntario de Portland") es un colegio comunitario en Portland, la ciudad más grande del estado de Oregón (Estados Unidos).
Gestiona tres campos y ocho centros. Tiene más de 100.000 estudiantes.
En 1961 el colegio comuntario estableció un programa de educación para adultos en las Escuelas Públicas de Portland.